# Tour de l'Avenir 2018
Le Tour de l'Avenir 2018 est la 55e édition du Tour de l'Avenir, une compétition cycliste sur route ouverte aux coureurs espoirs de moins de 23 ans. La course a lieu du 17 au 26 août 2018 entre Grand-Champ dans le Morbihan et Saint-Colomban-des-Villards sur un parcours total de 1151,9 kilomètres. Le Tour, qui comporte neuf étapes en ligne et un contre-la-montre, est une manche de la Coupe des Nations espoirs.

## Présentation

### Parcours
Comme lors de l'édition précédente, la 55e édition du Tour de l'Avenir traverse la France de façon transversale, de la Bretagne jusqu'aux Alpes. Le parcours est constitué de 3 premières étapes vallonnées en Bretagne, en Pays de la Loire et en Centre-Val de Loire, puis un contre-la-montre par équipe à Orléans suivi de trois étapes de plaine en région Centre-Val de Loire. L'épreuve se termine par 4 étapes de montagne en Auvergne-Rhône-Alpes avec autant d'arrivées en altitude, dont l'arrivée finale au col du Glandon.
La dernière étape, qui devait partir de Val d’Isère en direction du col de l’Iseran, a été raccourcie de 35 kilomètres par l'organisation en raison des conditions météorologiques au sommet.

### Équipes
Vingt-six équipes de six coureurs de 19 à 23 ans participent à cette course. Vingt-trois d'entre elles sont des sélections nationales, une est une équipe mixte du Centre mondial du cyclisme, les deux autres sont des sélections régionales françaises : l'équipe des Pays de la Loire et celle d'Auvergne-Rhône-Alpes.
| Équipes nationales (23)- Colombie espoirs - Australie espoirs - Autriche espoirs - Belgique espoirs - Danemark espoirs - Équateur espoirs - Espagne espoirs - États-Unis espoirs - France espoirs - Allemagne espoirs - Grande-Bretagne espoirs - Irlande espoirs - Italie espoirs - Japon espoirs - Luxembourg espoirs - Pays-Bas espoirs - Norvège espoirs - Pologne espoirs - Portugal espoirs - Russie espoirs - Rwanda espoirs - Slovénie espoirs - Suisse espoirs Équipes amateurs (3)- Centre mondial du cyclisme - Auvergne-Rhône-Alpes espoirs - Pays de la Loire espoirs |
| |

### Favoris
Le Colombien Ivan Sosa est le favori pour succéder à son compatriote Egan Bernal. Il a remporté plusieurs courses chez les professionnels, dont le récent du Tour de Burgos. Ses principaux concurrents sont le Suisse Marc Hirschi champion d'Europe espoirs, l'Autrichien Felix Gall, le Slovène Tadej Pogačar vainqueur de la Course de la Paix espoirs et l'Américain Brandon McNulty septième du Tour de Californie.

## Étapes
| Étape     | Date    | Villes étapes                             | type                         | Distance (km) | Vainqueur d'étape | Leader du classement général |
| --------- | ------- | ----------------------------------------- | ---------------------------- | ------------- | ----------------- | ---------------------------- |
| 1re étape | 17 août | Grand-Champ – Elven                       | étape vallonnée              | 138,2         | Max Kanter        | Max Kanter                   |
| 2e étape  | 18 août | Drefféac – Châteaubriant                  | étape vallonnée              | 144,2         | Alan Riou         | Alan Riou                    |
| 3e étape  | 19 août | Le Lude – Châteaudun                      | étape vallonnée              | 171,2         | Damien Touzé      | Alan Riou                    |
| 4e étape  | 20 août | Orléans – Orléans                         | contre-la-montre par équipes | 20,2          | Danemark espoirs  | Håkon Aalrust                |
| 5e étape  | 21 août | Beaugency – Levroux                       | étape vallonnée              | 145,8         | Matthew Gibson    | Alan Riou                    |
| 6e étape  | 22 août | Le Blanc – Cérilly                        | étape vallonnée              | 181,1         | Alessandro Covi   | Alan Riou                    |
| 7e étape  | 23 août | Moûtiers – Méribel                        | étape de montagne            | 35,4          | Iván Sosa         | Tadej Pogačar                |
| 8e étape  | 24 août | La Bâthie – Crest-Voland Cohennoz         | étape de montagne            | 81,1          | Gino Mäder        | Tadej Pogačar                |
| 9e étape  | 25 août | Séez – Val-d'Isère                        | étape de montagne            | 83            | Fernando Barceló  | Tadej Pogačar                |
| 10e étape | 26 août | Val-d'Isère – Saint-Colomban-des-Villards | étape de montagne            | 149,7         | Gino Mäder        | Tadej Pogačar                |

## Déroulement de la course

### 1reétape
| \| Classement de l'étape \| Classement de l'étape \| Classement de l'étape \| Classement de l'étape \| Classement de l'étape \| \| Coureur \| Coureur \| Pays \| Équipe \| Temps \| \| --------------------- \| --------------------- \| --------------------- \| ----------------------- \| --------------------- \| \| 1er \| Max Kanter \| Allemagne \| Allemagne espoirs \| 3 h 15 min 01 s \| \| 2e \| Alan Banaszek \| Pologne \| Pologne espoirs \| + 0 s \| \| 3e \| Damien Touzé \| France \| France espoirs \| + 0 s \| \| 4e \| Rui Oliveira \| Portugal \| Portugal espoirs \| + 0 s \| \| 5e \| Žiga Jerman \| Slovénie \| Slovénie espoirs \| + 0 s \| \| 6e \| Gerben Thijssen \| Belgique \| Belgique espoirs \| + 0 s \| \| 7e \| Jake Stewart \| Royaume-Uni \| Grande-Bretagne espoirs \| + 0 s \| \| 8e \| Robert Stannard \| Australie \| Australie espoirs \| DQ \| \| 9e \| Mark Downey \| Irlande \| Irlande espoirs \| + 0 s \| \| 10e \| Kevin Geniets \| Luxembourg \| Luxembourg espoirs \| + 0 s \| |                 |             |                         |                 |
| |                 |             |                         |                 |
| Source : ProCyclingStats |                 |             |                         |                 |
| Classement de l'étape |                 |             |                         |                 |
| Coureur | Coureur         | Pays        | Équipe                  | Temps           |
| 1er | Max Kanter      | Allemagne   | Allemagne espoirs       | 3 h 15 min 01 s |
| 2e | Alan Banaszek   | Pologne     | Pologne espoirs         | + 0 s           |
| 3e | Damien Touzé    | France      | France espoirs          | + 0 s           |
| 4e | Rui Oliveira    | Portugal    | Portugal espoirs        | + 0 s           |
| 5e | Žiga Jerman     | Slovénie    | Slovénie espoirs        | + 0 s           |
| 6e | Gerben Thijssen | Belgique    | Belgique espoirs        | + 0 s           |
| 7e | Jake Stewart    | Royaume-Uni | Grande-Bretagne espoirs | + 0 s           |
| 8e | Robert Stannard | Australie   | Australie espoirs       | DQ              |
| 9e | Mark Downey     | Irlande     | Irlande espoirs         | + 0 s           |
| 10e | Kevin Geniets   | Luxembourg  | Luxembourg espoirs      | + 0 s           |

| \| Classement général \| Classement général \| Classement général \| Classement général \| Classement général \| \| Coureur \| Coureur \| Pays \| Équipe \| Temps \| \| ------------------ \| ------------------ \| ------------------ \| ----------------------- \| ------------------ \| \| 1er \| Max Kanter \| Allemagne \| Allemagne espoirs \| 3 h 15 min 01 s \| \| 2e \| Alan Banaszek \| Pologne \| Pologne espoirs \| + 0 s \| \| 3e \| Damien Touzé \| France \| France espoirs \| + 0 s \| \| 4e \| Rui Oliveira \| Portugal \| Portugal espoirs \| + 0 s \| \| 5e \| Žiga Jerman \| Slovénie \| Slovénie espoirs \| + 0 s \| \| 6e \| Gerben Thijssen \| Belgique \| Belgique espoirs \| + 0 s \| \| 7e \| Jake Stewart \| Royaume-Uni \| Grande-Bretagne espoirs \| + 0 s \| \| 8e \| Robert Stannard \| Australie \| Australie espoirs \| DQ \| \| 9e \| Mark Downey \| Irlande \| Irlande espoirs \| + 0 s \| \| 10e \| Kevin Geniets \| Luxembourg \| Luxembourg espoirs \| + 0 s \| |                 |             |                         |                 |
| |                 |             |                         |                 |
| Source : ProCyclingStats |                 |             |                         |                 |
| Classement général |                 |             |                         |                 |
| Coureur | Coureur         | Pays        | Équipe                  | Temps           |
| 1er | Max Kanter      | Allemagne   | Allemagne espoirs       | 3 h 15 min 01 s |
| 2e | Alan Banaszek   | Pologne     | Pologne espoirs         | + 0 s           |
| 3e | Damien Touzé    | France      | France espoirs          | + 0 s           |
| 4e | Rui Oliveira    | Portugal    | Portugal espoirs        | + 0 s           |
| 5e | Žiga Jerman     | Slovénie    | Slovénie espoirs        | + 0 s           |
| 6e | Gerben Thijssen | Belgique    | Belgique espoirs        | + 0 s           |
| 7e | Jake Stewart    | Royaume-Uni | Grande-Bretagne espoirs | + 0 s           |
| 8e | Robert Stannard | Australie   | Australie espoirs       | DQ              |
| 9e | Mark Downey     | Irlande     | Irlande espoirs         | + 0 s           |
| 10e | Kevin Geniets   | Luxembourg  | Luxembourg espoirs      | + 0 s           |

### 2eétape
| \| Classement de l'étape \| Classement de l'étape \| Classement de l'étape \| Classement de l'étape \| Classement de l'étape \| \| Coureur \| Coureur \| Pays \| Équipe \| Temps \| \| --------------------- \| --------------------- \| --------------------- \| ---------------------------- \| --------------------- \| \| 1er \| Alan Riou \| France \| France espoirs \| 3 h 11 min 43 s \| \| 2e \| Magnus Bak Klaris \| Danemark \| Danemark espoirs \| + 1 s \| \| 3e \| Håkon Aalrust \| Norvège \| Norvège espoirs \| + 1 s \| \| 4e \| Alberto Dainese \| Italie \| Italie espoirs \| + 2 min 16 s \| \| 5e \| Max Kanter \| Allemagne \| Allemagne espoirs \| + 2 min 16 s \| \| 6e \| Rui Oliveira \| Portugal \| Portugal espoirs \| + 2 min 16 s \| \| 7e \| Robert Stannard \| Australie \| Australie espoirs \| DQ \| \| 8e \| Gerben Thijssen \| Belgique \| Belgique espoirs \| + 2 min 16 s \| \| 9e \| Gotzon Martín \| Espagne \| Espagne espoirs \| + 2 min 16 s \| \| 10e \| Théo Menant \| France \| Auvergne-Rhône-Alpes espoirs \| + 2 min 16 s \| |                   |           |                              |                 |
| |                   |           |                              |                 |
| Source : ProCyclingStats |                   |           |                              |                 |
| Classement de l'étape |                   |           |                              |                 |
| Coureur | Coureur           | Pays      | Équipe                       | Temps           |
| 1er | Alan Riou         | France    | France espoirs               | 3 h 11 min 43 s |
| 2e | Magnus Bak Klaris | Danemark  | Danemark espoirs             | + 1 s           |
| 3e | Håkon Aalrust     | Norvège   | Norvège espoirs              | + 1 s           |
| 4e | Alberto Dainese   | Italie    | Italie espoirs               | + 2 min 16 s    |
| 5e | Max Kanter        | Allemagne | Allemagne espoirs            | + 2 min 16 s    |
| 6e | Rui Oliveira      | Portugal  | Portugal espoirs             | + 2 min 16 s    |
| 7e | Robert Stannard   | Australie | Australie espoirs            | DQ              |
| 8e | Gerben Thijssen   | Belgique  | Belgique espoirs             | + 2 min 16 s    |
| 9e | Gotzon Martín     | Espagne   | Espagne espoirs              | + 2 min 16 s    |
| 10e | Théo Menant       | France    | Auvergne-Rhône-Alpes espoirs | + 2 min 16 s    |

| \| Classement général \| Classement général \| Classement général \| Classement général \| Classement général \| \| Coureur \| Coureur \| Pays \| Équipe \| Temps \| \| ------------------ \| ------------------ \| ------------------ \| ----------------------- \| ------------------ \| \| 1er \| Alan Riou \| France \| France espoirs \| 6 h 26 min 44 s \| \| 2e \| Håkon Aalrust \| Norvège \| Norvège espoirs \| + 1 s \| \| 3e \| Magnus Bak Klaris \| Danemark \| Danemark espoirs \| + 1 s \| \| 4e \| Max Kanter \| Allemagne \| Allemagne espoirs \| + 2 min 16 s \| \| 5e \| Rui Oliveira \| Portugal \| Portugal espoirs \| + 2 min 16 s \| \| 6e \| Gerben Thijssen \| Belgique \| Belgique espoirs \| + 2 min 16 s \| \| 7e \| Robert Stannard \| Australie \| Australie espoirs \| DQ \| \| 8e \| Jake Stewart \| Royaume-Uni \| Grande-Bretagne espoirs \| + 2 min 16 s \| \| 9e \| Žiga Jerman \| Slovénie \| Slovénie espoirs \| + 2 min 16 s \| \| 10e \| Kevin Geniets \| Luxembourg \| Luxembourg espoirs \| + 2 min 16 s \| |                   |             |                         |                 |
| |                   |             |                         |                 |
| Source : ProCyclingStats |                   |             |                         |                 |
| Classement général |                   |             |                         |                 |
| Coureur | Coureur           | Pays        | Équipe                  | Temps           |
| 1er | Alan Riou         | France      | France espoirs          | 6 h 26 min 44 s |
| 2e | Håkon Aalrust     | Norvège     | Norvège espoirs         | + 1 s           |
| 3e | Magnus Bak Klaris | Danemark    | Danemark espoirs        | + 1 s           |
| 4e | Max Kanter        | Allemagne   | Allemagne espoirs       | + 2 min 16 s    |
| 5e | Rui Oliveira      | Portugal    | Portugal espoirs        | + 2 min 16 s    |
| 6e | Gerben Thijssen   | Belgique    | Belgique espoirs        | + 2 min 16 s    |
| 7e | Robert Stannard   | Australie   | Australie espoirs       | DQ              |
| 8e | Jake Stewart      | Royaume-Uni | Grande-Bretagne espoirs | + 2 min 16 s    |
| 9e | Žiga Jerman       | Slovénie    | Slovénie espoirs        | + 2 min 16 s    |
| 10e | Kevin Geniets     | Luxembourg  | Luxembourg espoirs      | + 2 min 16 s    |

### 3eétape
| \| Classement de l'étape \| Classement de l'étape \| Classement de l'étape \| Classement de l'étape \| Classement de l'étape \| \| Coureur \| Coureur \| Pays \| Équipe \| Temps \| \| --------------------- \| --------------------- \| --------------------- \| --------------------- \| --------------------- \| \| 1er \| Damien Touzé \| France \| France espoirs \| 3 h 39 min 16 s \| \| 2e \| Edoardo Affini \| Italie \| Italie espoirs \| + 0 s \| \| 3e \| Thymen Arensman \| Pays-Bas \| Pays-Bas espoirs \| + 5 s \| \| 4e \| Michael O'Loughlin \| Irlande \| Irlande espoirs \| + 5 s \| \| 5e \| Max Kanter \| Allemagne \| Allemagne espoirs \| + 7 s \| \| 6e \| Robert Stannard \| Australie \| Australie espoirs \| DQ \| \| 7e \| Rui Oliveira \| Portugal \| Portugal espoirs \| + 7 s \| \| 8e \| Marc Hirschi \| Suisse \| Suisse espoirs \| + 7 s \| \| 9e \| Pit Leyder \| Luxembourg \| Luxembourg espoirs \| + 7 s \| \| 10e \| Andreas Stokbro \| Danemark \| Danemark espoirs \| + 7 s \| |                    |            |                    |                 |
| |                    |            |                    |                 |
| Source : ProCyclingStats |                    |            |                    |                 |
| Classement de l'étape |                    |            |                    |                 |
| Coureur | Coureur            | Pays       | Équipe             | Temps           |
| 1er | Damien Touzé       | France     | France espoirs     | 3 h 39 min 16 s |
| 2e | Edoardo Affini     | Italie     | Italie espoirs     | + 0 s           |
| 3e | Thymen Arensman    | Pays-Bas   | Pays-Bas espoirs   | + 5 s           |
| 4e | Michael O'Loughlin | Irlande    | Irlande espoirs    | + 5 s           |
| 5e | Max Kanter         | Allemagne  | Allemagne espoirs  | + 7 s           |
| 6e | Robert Stannard    | Australie  | Australie espoirs  | DQ              |
| 7e | Rui Oliveira       | Portugal   | Portugal espoirs   | + 7 s           |
| 8e | Marc Hirschi       | Suisse     | Suisse espoirs     | + 7 s           |
| 9e | Pit Leyder         | Luxembourg | Luxembourg espoirs | + 7 s           |
| 10e | Andreas Stokbro    | Danemark   | Danemark espoirs   | + 7 s           |

| \| Classement général \| Classement général \| Classement général \| Classement général \| Classement général \| \| Coureur \| Coureur \| Pays \| Équipe \| Temps \| \| ------------------ \| ------------------ \| ------------------ \| ------------------ \| ------------------ \| \| 1er \| Alan Riou \| France \| France espoirs \| 10 h 06 min 12 s \| \| 2e \| Håkon Aalrust \| Norvège \| Norvège espoirs \| + 1 s \| \| 3e \| Magnus Bak Klaris \| Danemark \| Danemark espoirs \| + 1 s \| \| 4e \| Damien Touzé \| France \| France espoirs \| + 2 min 04 s \| \| 5e \| Edoardo Affini \| Italie \| Italie espoirs \| + 2 min 04 s \| \| 6e \| Michael O'Loughlin \| Irlande \| Irlande espoirs \| + 2 min 09 s \| \| 7e \| Thymen Arensman \| Pays-Bas \| Pays-Bas espoirs \| + 2 min 09 s \| \| 8e \| Max Kanter \| Allemagne \| Allemagne espoirs \| + 2 min 11 s \| \| 9e \| Rui Oliveira \| Portugal \| Portugal espoirs \| + 2 min 11 s \| \| 10e \| Robert Stannard \| Australie \| Australie espoirs \| DQ \| |                    |           |                   |                  |
| |                    |           |                   |                  |
| Source : ProCyclingStats |                    |           |                   |                  |
| Classement général |                    |           |                   |                  |
| Coureur | Coureur            | Pays      | Équipe            | Temps            |
| 1er | Alan Riou          | France    | France espoirs    | 10 h 06 min 12 s |
| 2e | Håkon Aalrust      | Norvège   | Norvège espoirs   | + 1 s            |
| 3e | Magnus Bak Klaris  | Danemark  | Danemark espoirs  | + 1 s            |
| 4e | Damien Touzé       | France    | France espoirs    | + 2 min 04 s     |
| 5e | Edoardo Affini     | Italie    | Italie espoirs    | + 2 min 04 s     |
| 6e | Michael O'Loughlin | Irlande   | Irlande espoirs   | + 2 min 09 s     |
| 7e | Thymen Arensman    | Pays-Bas  | Pays-Bas espoirs  | + 2 min 09 s     |
| 8e | Max Kanter         | Allemagne | Allemagne espoirs | + 2 min 11 s     |
| 9e | Rui Oliveira       | Portugal  | Portugal espoirs  | + 2 min 11 s     |
| 10e | Robert Stannard    | Australie | Australie espoirs | DQ               |

### 4eétape
| \| Classement de l'étape \| Classement de l'étape \| Classement de l'étape \| Classement de l'étape \| Classement de l'étape \| Classement de l'étape \| \| Équipe \| Équipe \| Pays \| Temps \| Écart de temps \| Vitesse moy. \| \| --------------------- \| --------------------- \| --------------------- \| --------------------- \| --------------------- \| --------------------- \| \| 1re \| Danemark espoirs \| Danemark \| 22 min 11 s \| 0 s \| 54.636 km/h \| \| 2e \| Belgique espoirs \| Belgique \| 22 min 24 s \| + 13 s \| 54.107 km/h \| \| 3e \| Norvège espoirs \| Norvège \| 22 min 27 s \| + 16 s \| 53.987 km/h \| \| 4e \| Pays-Bas espoirs \| Pays-Bas \| 22 min 30 s \| + 19 s \| 53.867 km/h \| \| 5e \| Italie espoirs \| Italie \| 22 min 33 s \| + 22 s \| 53.747 km/h \| \| 6e \| États-Unis espoirs \| États-Unis \| 22 min 36 s \| + 25 s \| 53.628 km/h \| \| 7e \| France espoirs \| France \| 22 min 39 s \| + 28 s \| 53.510 km/h \| \| 8e \| Slovénie espoirs \| Slovénie \| 22 min 43 s \| + 32 s \| 53.353 km/h \| \| 9e \| Allemagne espoirs \| Allemagne \| 22 min 44 s \| + 33 s \| 53.314 km/h \| \| 10e \| Russie espoirs \| Russie \| 22 min 47 s \| + 36 s \| 53.197 km/h \| |                    |            |             |                |              |
| |                    |            |             |                |              |
| Source : ProCyclingStats |                    |            |             |                |              |
| Classement de l'étape |                    |            |             |                |              |
| Équipe | Équipe             | Pays       | Temps       | Écart de temps | Vitesse moy. |
| 1re | Danemark espoirs   | Danemark   | 22 min 11 s | 0 s            | 54.636 km/h  |
| 2e | Belgique espoirs   | Belgique   | 22 min 24 s | + 13 s         | 54.107 km/h  |
| 3e | Norvège espoirs    | Norvège    | 22 min 27 s | + 16 s         | 53.987 km/h  |
| 4e | Pays-Bas espoirs   | Pays-Bas   | 22 min 30 s | + 19 s         | 53.867 km/h  |
| 5e | Italie espoirs     | Italie     | 22 min 33 s | + 22 s         | 53.747 km/h  |
| 6e | États-Unis espoirs | États-Unis | 22 min 36 s | + 25 s         | 53.628 km/h  |
| 7e | France espoirs     | France     | 22 min 39 s | + 28 s         | 53.510 km/h  |
| 8e | Slovénie espoirs   | Slovénie   | 22 min 43 s | + 32 s         | 53.353 km/h  |
| 9e | Allemagne espoirs  | Allemagne  | 22 min 44 s | + 33 s         | 53.314 km/h  |
| 10e | Russie espoirs     | Russie     | 22 min 47 s | + 36 s         | 53.197 km/h  |

| \| Classement général \| Classement général \| Classement général \| Classement général \| Classement général \| \| Coureur \| Coureur \| Pays \| Équipe \| Temps \| \| ------------------ \| --------------------- \| ------------------ \| ------------------ \| ------------------ \| \| 1er \| Håkon Aalrust \| Norvège \| Norvège espoirs \| 10 h 28 min 40 s \| \| 2e \| Alan Riou \| France \| France espoirs \| + 11 s \| \| 3e \| Andreas Stokbro \| Danemark \| Danemark espoirs \| + 1 min 54 s \| \| 4e \| Mikkel Bjerg \| Danemark \| Danemark espoirs \| + 1 min 54 s \| \| 5e \| Jonas Gregaard Wilsly \| Danemark \| Danemark espoirs \| + 1 min 59 s \| \| 6e \| Mikkel Honoré \| Danemark \| Danemark espoirs \| + 1 min 59 s \| \| 7e \| Julian Mertens \| Belgique \| Belgique espoirs \| + 2 min 07 s \| \| 8e \| Edoardo Affini \| Italie \| Italie espoirs \| + 2 min 09 s \| \| 9e \| Thymen Arensman \| Pays-Bas \| Pays-Bas espoirs \| + 2 min 11 s \| \| 10e \| Harm Vanhoucke \| Belgique \| Belgique espoirs \| + 2 min 12 s \| |                       |          |                  |                  |
| |                       |          |                  |                  |
| Source : ProCyclingStats |                       |          |                  |                  |
| Classement général |                       |          |                  |                  |
| Coureur | Coureur               | Pays     | Équipe           | Temps            |
| 1er | Håkon Aalrust         | Norvège  | Norvège espoirs  | 10 h 28 min 40 s |
| 2e | Alan Riou             | France   | France espoirs   | + 11 s           |
| 3e | Andreas Stokbro       | Danemark | Danemark espoirs | + 1 min 54 s     |
| 4e | Mikkel Bjerg          | Danemark | Danemark espoirs | + 1 min 54 s     |
| 5e | Jonas Gregaard Wilsly | Danemark | Danemark espoirs | + 1 min 59 s     |
| 6e | Mikkel Honoré         | Danemark | Danemark espoirs | + 1 min 59 s     |
| 7e | Julian Mertens        | Belgique | Belgique espoirs | + 2 min 07 s     |
| 8e | Edoardo Affini        | Italie   | Italie espoirs   | + 2 min 09 s     |
| 9e | Thymen Arensman       | Pays-Bas | Pays-Bas espoirs | + 2 min 11 s     |
| 10e | Harm Vanhoucke        | Belgique | Belgique espoirs | + 2 min 12 s     |

### 5eétape
| \| Classement de l'étape \| Classement de l'étape \| Classement de l'étape \| Classement de l'étape \| Classement de l'étape \| \| Coureur \| Coureur \| Pays \| Équipe \| Temps \| \| --------------------- \| --------------------- \| --------------------- \| ------------------------ \| --------------------- \| \| 1er \| Matthew Gibson \| Royaume-Uni \| Grande-Bretagne espoirs \| 3 h 10 min 59 s \| \| 2e \| Szymon Sajnok \| Pologne \| Pologne espoirs \| + 0 s \| \| 3e \| Colin Heiderscheid \| Luxembourg \| Luxembourg espoirs \| + 0 s \| \| 4e \| Andreas Stokbro \| Danemark \| Danemark espoirs \| + 0 s \| \| 5e \| Žiga Jerman \| Slovénie \| Slovénie espoirs \| + 0 s \| \| 6e \| Damien Touzé \| France \| France espoirs \| + 0 s \| \| 7e \| Rui Oliveira \| Portugal \| Portugal espoirs \| + 0 s \| \| 8e \| Gerben Thijssen \| Belgique \| Belgique espoirs \| + 0 s \| \| 9e \| Joris Vincent \| France \| Pays de la Loire espoirs \| + 0 s \| \| 10e \| Simon Guglielmi \| France \| France espoirs \| + 0 s \| |                    |             |                          |                 |
| |                    |             |                          |                 |
| Source : ProCyclingStats |                    |             |                          |                 |
| Classement de l'étape |                    |             |                          |                 |
| Coureur | Coureur            | Pays        | Équipe                   | Temps           |
| 1er | Matthew Gibson     | Royaume-Uni | Grande-Bretagne espoirs  | 3 h 10 min 59 s |
| 2e | Szymon Sajnok      | Pologne     | Pologne espoirs          | + 0 s           |
| 3e | Colin Heiderscheid | Luxembourg  | Luxembourg espoirs       | + 0 s           |
| 4e | Andreas Stokbro    | Danemark    | Danemark espoirs         | + 0 s           |
| 5e | Žiga Jerman        | Slovénie    | Slovénie espoirs         | + 0 s           |
| 6e | Damien Touzé       | France      | France espoirs           | + 0 s           |
| 7e | Rui Oliveira       | Portugal    | Portugal espoirs         | + 0 s           |
| 8e | Gerben Thijssen    | Belgique    | Belgique espoirs         | + 0 s           |
| 9e | Joris Vincent      | France      | Pays de la Loire espoirs | + 0 s           |
| 10e | Simon Guglielmi    | France      | France espoirs           | + 0 s           |

| \| Classement général \| Classement général \| Classement général \| Classement général \| Classement général \| \| Coureur \| Coureur \| Pays \| Équipe \| Temps \| \| ------------------ \| --------------------- \| ------------------ \| ------------------ \| ------------------ \| \| 1er \| Alan Riou \| France \| France espoirs \| 13 h 40 min 04 s \| \| 2e \| Andreas Stokbro \| Danemark \| Danemark espoirs \| + 1 min 29 s \| \| 3e \| Mikkel Bjerg \| Danemark \| Danemark espoirs \| + 1 min 29 s \| \| 4e \| Jonas Gregaard Wilsly \| Danemark \| Danemark espoirs \| + 1 min 34 s \| \| 5e \| Mikkel Honoré \| Danemark \| Danemark espoirs \| + 1 min 34 s \| \| 6e \| Edoardo Affini \| Italie \| Italie espoirs \| + 1 min 44 s \| \| 7e \| Harm Vanhoucke \| Belgique \| Belgique espoirs \| + 1 min 47 s \| \| 8e \| Damien Touzé \| France \| France espoirs \| + 1 min 50 s \| \| 9e \| Tobias Foss \| Norvège \| Norvège espoirs \| + 1 min 50 s \| \| 10e \| Torjus Sleen \| Norvège \| Norvège espoirs \| + 1 min 50 s \| |                       |          |                  |                  |
| |                       |          |                  |                  |
| Source : ProCyclingStats |                       |          |                  |                  |
| Classement général |                       |          |                  |                  |
| Coureur | Coureur               | Pays     | Équipe           | Temps            |
| 1er | Alan Riou             | France   | France espoirs   | 13 h 40 min 04 s |
| 2e | Andreas Stokbro       | Danemark | Danemark espoirs | + 1 min 29 s     |
| 3e | Mikkel Bjerg          | Danemark | Danemark espoirs | + 1 min 29 s     |
| 4e | Jonas Gregaard Wilsly | Danemark | Danemark espoirs | + 1 min 34 s     |
| 5e | Mikkel Honoré         | Danemark | Danemark espoirs | + 1 min 34 s     |
| 6e | Edoardo Affini        | Italie   | Italie espoirs   | + 1 min 44 s     |
| 7e | Harm Vanhoucke        | Belgique | Belgique espoirs | + 1 min 47 s     |
| 8e | Damien Touzé          | France   | France espoirs   | + 1 min 50 s     |
| 9e | Tobias Foss           | Norvège  | Norvège espoirs  | + 1 min 50 s     |
| 10e | Torjus Sleen          | Norvège  | Norvège espoirs  | + 1 min 50 s     |

### 6eétape
| \| Classement de l'étape \| Classement de l'étape \| Classement de l'étape \| Classement de l'étape \| Classement de l'étape \| \| Coureur \| Coureur \| Pays \| Équipe \| Temps \| \| --------------------- \| --------------------- \| --------------------- \| --------------------- \| --------------------- \| \| 1er \| Alessandro Covi \| Italie \| Italie espoirs \| 4 h 00 min 29 s \| \| 2e \| Mark Downey \| Irlande \| Irlande espoirs \| + 0 s \| \| 3e \| Simon Guglielmi \| France \| France espoirs \| + 0 s \| \| 4e \| Zeke Mostov \| États-Unis \| États-Unis espoirs \| + 2 s \| \| 5e \| Jonas Gregaard Wilsly \| Danemark \| Danemark espoirs \| + 2 s \| \| 6e \| Max Kanter \| Allemagne \| Allemagne espoirs \| + 5 s \| \| 7e \| Mikkel Bjerg \| Danemark \| Danemark espoirs \| + 5 s \| \| 8e \| Alberto Dainese \| Italie \| Italie espoirs \| + 5 s \| \| 9e \| Damien Touzé \| France \| France espoirs \| + 5 s \| \| 10e \| Rui Oliveira \| Portugal \| Portugal espoirs \| + 5 s \| |                       |            |                    |                 |
| |                       |            |                    |                 |
| Source : ProCyclingStats |                       |            |                    |                 |
| Classement de l'étape |                       |            |                    |                 |
| Coureur | Coureur               | Pays       | Équipe             | Temps           |
| 1er | Alessandro Covi       | Italie     | Italie espoirs     | 4 h 00 min 29 s |
| 2e | Mark Downey           | Irlande    | Irlande espoirs    | + 0 s           |
| 3e | Simon Guglielmi       | France     | France espoirs     | + 0 s           |
| 4e | Zeke Mostov           | États-Unis | États-Unis espoirs | + 2 s           |
| 5e | Jonas Gregaard Wilsly | Danemark   | Danemark espoirs   | + 2 s           |
| 6e | Max Kanter            | Allemagne  | Allemagne espoirs  | + 5 s           |
| 7e | Mikkel Bjerg          | Danemark   | Danemark espoirs   | + 5 s           |
| 8e | Alberto Dainese       | Italie     | Italie espoirs     | + 5 s           |
| 9e | Damien Touzé          | France     | France espoirs     | + 5 s           |
| 10e | Rui Oliveira          | Portugal   | Portugal espoirs   | + 5 s           |

| \| Classement général \| Classement général \| Classement général \| Classement général \| Classement général \| \| Coureur \| Coureur \| Pays \| Équipe \| Temps \| \| ------------------ \| --------------------- \| ------------------ \| ------------------ \| ------------------ \| \| 1er \| Alan Riou \| France \| France espoirs \| 17 h 40 min 38 s \| \| 2e \| Andreas Stokbro \| Danemark \| Danemark espoirs \| + 1 min 29 s \| \| 3e \| Mikkel Bjerg \| Danemark \| Danemark espoirs \| + 1 min 29 s \| \| 4e \| Jonas Gregaard Wilsly \| Danemark \| Danemark espoirs \| + 1 min 31 s \| \| 5e \| Mikkel Honoré \| Danemark \| Danemark espoirs \| + 1 min 34 s \| \| 6e \| Edoardo Affini \| Italie \| Italie espoirs \| + 1 min 44 s \| \| 7e \| Harm Vanhoucke \| Belgique \| Belgique espoirs \| + 1 min 47 s \| \| 8e \| Damien Touzé \| France \| France espoirs \| + 1 min 50 s \| \| 9e \| Tobias Foss \| Norvège \| Norvège espoirs \| + 1 min 50 s \| \| 10e \| Torjus Sleen \| Norvège \| Norvège espoirs \| + 1 min 50 s \| |                       |          |                  |                  |
| |                       |          |                  |                  |
| Source : ProCyclingStats |                       |          |                  |                  |
| Classement général |                       |          |                  |                  |
| Coureur | Coureur               | Pays     | Équipe           | Temps            |
| 1er | Alan Riou             | France   | France espoirs   | 17 h 40 min 38 s |
| 2e | Andreas Stokbro       | Danemark | Danemark espoirs | + 1 min 29 s     |
| 3e | Mikkel Bjerg          | Danemark | Danemark espoirs | + 1 min 29 s     |
| 4e | Jonas Gregaard Wilsly | Danemark | Danemark espoirs | + 1 min 31 s     |
| 5e | Mikkel Honoré         | Danemark | Danemark espoirs | + 1 min 34 s     |
| 6e | Edoardo Affini        | Italie   | Italie espoirs   | + 1 min 44 s     |
| 7e | Harm Vanhoucke        | Belgique | Belgique espoirs | + 1 min 47 s     |
| 8e | Damien Touzé          | France   | France espoirs   | + 1 min 50 s     |
| 9e | Tobias Foss           | Norvège  | Norvège espoirs  | + 1 min 50 s     |
| 10e | Torjus Sleen          | Norvège  | Norvège espoirs  | + 1 min 50 s     |

### 7eétape
| \| Classement de l'étape \| Classement de l'étape \| Classement de l'étape \| Classement de l'étape \| Classement de l'étape \| \| Coureur \| Coureur \| Pays \| Équipe \| Temps \| \| --------------------- \| --------------------- \| --------------------- \| --------------------- \| --------------------- \| \| 1er \| Iván Sosa \| Colombie \| Colombie espoirs \| 4 h 00 min 29 s \| \| 2e \| Brandon McNulty \| États-Unis \| États-Unis espoirs \| + 0 s \| \| 3e \| Tadej Pogačar \| Slovénie \| Slovénie espoirs \| + 0 s \| \| 4e \| Fernando Barceló \| Espagne \| Espagne espoirs \| + 2 s \| \| 5e \| Alejandro Osorio \| Colombie \| Colombie espoirs \| + 2 s \| \| 6e \| Aleksandr Vlasov \| Russie \| Russie espoirs \| + 5 s \| \| 7e \| Clément Champoussin \| France \| France espoirs \| + 5 s \| \| 8e \| Thymen Arensman \| Pays-Bas \| Pays-Bas espoirs \| + 5 s \| \| 9e \| Eddie Dunbar \| Irlande \| Irlande espoirs \| + 5 s \| \| 10e \| Michel Ries \| Luxembourg \| Luxembourg espoirs \| + 5 s \| |                     |            |                    |                 |
| |                     |            |                    |                 |
| Source : ProCyclingStats |                     |            |                    |                 |
| Classement de l'étape |                     |            |                    |                 |
| Coureur | Coureur             | Pays       | Équipe             | Temps           |
| 1er | Iván Sosa           | Colombie   | Colombie espoirs   | 4 h 00 min 29 s |
| 2e | Brandon McNulty     | États-Unis | États-Unis espoirs | + 0 s           |
| 3e | Tadej Pogačar       | Slovénie   | Slovénie espoirs   | + 0 s           |
| 4e | Fernando Barceló    | Espagne    | Espagne espoirs    | + 2 s           |
| 5e | Alejandro Osorio    | Colombie   | Colombie espoirs   | + 2 s           |
| 6e | Aleksandr Vlasov    | Russie     | Russie espoirs     | + 5 s           |
| 7e | Clément Champoussin | France     | France espoirs     | + 5 s           |
| 8e | Thymen Arensman     | Pays-Bas   | Pays-Bas espoirs   | + 5 s           |
| 9e | Eddie Dunbar        | Irlande    | Irlande espoirs    | + 5 s           |
| 10e | Michel Ries         | Luxembourg | Luxembourg espoirs | + 5 s           |

| \| Classement général \| Classement général \| Classement général \| Classement général \| Classement général \| \| Coureur \| Coureur \| Pays \| Équipe \| Temps \| \| ------------------ \| --------------------- \| ------------------ \| ------------------ \| ------------------ \| \| 1er \| Tadej Pogačar \| Slovénie \| Slovénie espoirs \| 18 h 52 min 56 s \| \| 2e \| Brandon McNulty \| États-Unis \| États-Unis espoirs \| + 7 s \| \| 3e \| Thymen Arensman \| Pays-Bas \| Pays-Bas espoirs \| + 12 s \| \| 4e \| Samuele Battistella \| Italie \| Italie espoirs \| + 27 s \| \| 5e \| Aleksandr Vlasov \| Russie \| Russie espoirs \| + 31 s \| \| 6e \| Eddie Dunbar \| Irlande \| Irlande espoirs \| + 31 s \| \| 7e \| Jonas Gregaard Wilsly \| Danemark \| Danemark espoirs \| + 40 s \| \| 8e \| Mikkel Bjerg \| Danemark \| Danemark espoirs \| + 44 s \| \| 9e \| Gino Mäder \| Suisse \| Suisse espoirs \| + 45 s \| \| 10e \| Clément Champoussin \| France \| France espoirs \| + 51 s \| |                       |            |                    |                  |
| |                       |            |                    |                  |
| Source : ProCyclingStats |                       |            |                    |                  |
| Classement général |                       |            |                    |                  |
| Coureur | Coureur               | Pays       | Équipe             | Temps            |
| 1er | Tadej Pogačar         | Slovénie   | Slovénie espoirs   | 18 h 52 min 56 s |
| 2e | Brandon McNulty       | États-Unis | États-Unis espoirs | + 7 s            |
| 3e | Thymen Arensman       | Pays-Bas   | Pays-Bas espoirs   | + 12 s           |
| 4e | Samuele Battistella   | Italie     | Italie espoirs     | + 27 s           |
| 5e | Aleksandr Vlasov      | Russie     | Russie espoirs     | + 31 s           |
| 6e | Eddie Dunbar          | Irlande    | Irlande espoirs    | + 31 s           |
| 7e | Jonas Gregaard Wilsly | Danemark   | Danemark espoirs   | + 40 s           |
| 8e | Mikkel Bjerg          | Danemark   | Danemark espoirs   | + 44 s           |
| 9e | Gino Mäder            | Suisse     | Suisse espoirs     | + 45 s           |
| 10e | Clément Champoussin   | France     | France espoirs     | + 51 s           |

### 8eétape
| \| Classement de l'étape \| Classement de l'étape \| Classement de l'étape \| Classement de l'étape \| Classement de l'étape \| \| Coureur \| Coureur \| Pays \| Équipe \| Temps \| \| --------------------- \| --------------------- \| --------------------- \| --------------------- \| --------------------- \| \| 1er \| Gino Mäder \| Suisse \| Suisse espoirs \| 2 h 11 min 24 s \| \| 2e \| Iván Sosa \| Colombie \| Colombie espoirs \| + 15 s \| \| 3e \| Robert Stannard \| Australie \| Australie espoirs \| DQ \| \| 4e \| Aleksandr Vlasov \| Russie \| Russie espoirs \| + 15 s \| \| 5e \| Tadej Pogačar \| Slovénie \| Slovénie espoirs \| + 15 s \| \| 6e \| Clément Champoussin \| France \| France espoirs \| + 15 s \| \| 7e \| Brandon McNulty \| États-Unis \| États-Unis espoirs \| + 15 s \| \| 8e \| Alejandro Osorio \| Colombie \| Colombie espoirs \| + 15 s \| \| 9e \| Jonas Gregaard Wilsly \| Danemark \| Danemark espoirs \| + 15 s \| \| 10e \| Eddie Dunbar \| Irlande \| Irlande espoirs \| + 15 s \| |                       |            |                    |                 |
| |                       |            |                    |                 |
| Source : ProCyclingStats |                       |            |                    |                 |
| Classement de l'étape |                       |            |                    |                 |
| Coureur | Coureur               | Pays       | Équipe             | Temps           |
| 1er | Gino Mäder            | Suisse     | Suisse espoirs     | 2 h 11 min 24 s |
| 2e | Iván Sosa             | Colombie   | Colombie espoirs   | + 15 s          |
| 3e | Robert Stannard       | Australie  | Australie espoirs  | DQ              |
| 4e | Aleksandr Vlasov      | Russie     | Russie espoirs     | + 15 s          |
| 5e | Tadej Pogačar         | Slovénie   | Slovénie espoirs   | + 15 s          |
| 6e | Clément Champoussin   | France     | France espoirs     | + 15 s          |
| 7e | Brandon McNulty       | États-Unis | États-Unis espoirs | + 15 s          |
| 8e | Alejandro Osorio      | Colombie   | Colombie espoirs   | + 15 s          |
| 9e | Jonas Gregaard Wilsly | Danemark   | Danemark espoirs   | + 15 s          |
| 10e | Eddie Dunbar          | Irlande    | Irlande espoirs    | + 15 s          |

| \| Classement général \| Classement général \| Classement général \| Classement général \| Classement général \| \| Coureur \| Coureur \| Pays \| Équipe \| Temps \| \| ------------------ \| --------------------- \| ------------------ \| ------------------ \| ------------------ \| \| 1er \| Tadej Pogačar \| Slovénie \| Slovénie espoirs \| 21 h 04 min 35 s \| \| 2e \| Brandon McNulty \| États-Unis \| États-Unis espoirs \| + 7 s \| \| 3e \| Thymen Arensman \| Pays-Bas \| Pays-Bas espoirs \| + 12 s \| \| 4e \| Gino Mäder \| Suisse \| Suisse espoirs \| + 30 s \| \| 5e \| Aleksandr Vlasov \| Russie \| Russie espoirs \| + 31 s \| \| 6e \| Eddie Dunbar \| Irlande \| Irlande espoirs \| + 31 s \| \| 7e \| Samuele Battistella \| Italie \| Italie espoirs \| + 32 s \| \| 8e \| Jonas Gregaard Wilsly \| Danemark \| Danemark espoirs \| + 40 s \| \| 9e \| Clément Champoussin \| France \| France espoirs \| + 51 s \| \| 10e \| João Almeida \| Portugal \| Portugal espoirs \| + 1 min 02 s \| |                       |            |                    |                  |
| |                       |            |                    |                  |
| Source : ProCyclingStats |                       |            |                    |                  |
| Classement général |                       |            |                    |                  |
| Coureur | Coureur               | Pays       | Équipe             | Temps            |
| 1er | Tadej Pogačar         | Slovénie   | Slovénie espoirs   | 21 h 04 min 35 s |
| 2e | Brandon McNulty       | États-Unis | États-Unis espoirs | + 7 s            |
| 3e | Thymen Arensman       | Pays-Bas   | Pays-Bas espoirs   | + 12 s           |
| 4e | Gino Mäder            | Suisse     | Suisse espoirs     | + 30 s           |
| 5e | Aleksandr Vlasov      | Russie     | Russie espoirs     | + 31 s           |
| 6e | Eddie Dunbar          | Irlande    | Irlande espoirs    | + 31 s           |
| 7e | Samuele Battistella   | Italie     | Italie espoirs     | + 32 s           |
| 8e | Jonas Gregaard Wilsly | Danemark   | Danemark espoirs   | + 40 s           |
| 9e | Clément Champoussin   | France     | France espoirs     | + 51 s           |
| 10e | João Almeida          | Portugal   | Portugal espoirs   | + 1 min 02 s     |

### 9eétape
| \| Classement de l'étape \| Classement de l'étape \| Classement de l'étape \| Classement de l'étape \| Classement de l'étape \| \| Coureur \| Coureur \| Pays \| Équipe \| Temps \| \| --------------------- \| --------------------- \| --------------------- \| --------------------- \| --------------------- \| \| 1er \| Fernando Barceló \| Espagne \| Espagne espoirs \| 2 h 29 min 50 s \| \| 2e \| Michel Ries \| Luxembourg \| Luxembourg espoirs \| + 9 s \| \| 3e \| Tadej Pogačar \| Slovénie \| Slovénie espoirs \| + 9 s \| \| 4e \| Robert Stannard \| Australie \| Australie espoirs \| DQ \| \| 5e \| Felix Gall \| Autriche \| Autriche espoirs \| + 1 min 14 s \| \| 6e \| Jonas Gregaard Wilsly \| Danemark \| Danemark espoirs \| + 1 min 14 s \| \| 7e \| Gino Mäder \| Suisse \| Suisse espoirs \| + 1 min 14 s \| \| 8e \| Clément Champoussin \| France \| France espoirs \| + 1 min 14 s \| \| 9e \| Aleksandr Vlasov \| Russie \| Russie espoirs \| + 1 min 14 s \| \| 10e \| Tobias Foss \| Norvège \| Norvège espoirs \| + 1 min 14 s \| |                       |            |                    |                 |
| |                       |            |                    |                 |
| Source : ProCyclingStats |                       |            |                    |                 |
| Classement de l'étape |                       |            |                    |                 |
| Coureur | Coureur               | Pays       | Équipe             | Temps           |
| 1er | Fernando Barceló      | Espagne    | Espagne espoirs    | 2 h 29 min 50 s |
| 2e | Michel Ries           | Luxembourg | Luxembourg espoirs | + 9 s           |
| 3e | Tadej Pogačar         | Slovénie   | Slovénie espoirs   | + 9 s           |
| 4e | Robert Stannard       | Australie  | Australie espoirs  | DQ              |
| 5e | Felix Gall            | Autriche   | Autriche espoirs   | + 1 min 14 s    |
| 6e | Jonas Gregaard Wilsly | Danemark   | Danemark espoirs   | + 1 min 14 s    |
| 7e | Gino Mäder            | Suisse     | Suisse espoirs     | + 1 min 14 s    |
| 8e | Clément Champoussin   | France     | France espoirs     | + 1 min 14 s    |
| 9e | Aleksandr Vlasov      | Russie     | Russie espoirs     | + 1 min 14 s    |
| 10e | Tobias Foss           | Norvège    | Norvège espoirs    | + 1 min 14 s    |

| \| Classement général \| Classement général \| Classement général \| Classement général \| Classement général \| \| Coureur \| Coureur \| Pays \| Équipe \| Temps \| \| ------------------ \| --------------------- \| ------------------ \| ------------------ \| ------------------ \| \| 1er \| Tadej Pogačar \| Slovénie \| Slovénie espoirs \| 23 h 34 min 34 s \| \| 2e \| Michel Ries \| Luxembourg \| Luxembourg espoirs \| + 1 min 07 s \| \| 3e \| Thymen Arensman \| Pays-Bas \| Pays-Bas espoirs \| + 1 min 17 s \| \| 4e \| Fernando Barceló \| Espagne \| Espagne espoirs \| + 1 min 23 s \| \| 5e \| Gino Mäder \| Suisse \| Suisse espoirs \| + 1 min 35 s \| \| 6e \| Aleksandr Vlasov \| Russie \| Russie espoirs \| + 1 min 36 s \| \| 7e \| Jonas Gregaard Wilsly \| Danemark \| Danemark espoirs \| + 1 min 45 s \| \| 8e \| Clément Champoussin \| France \| France espoirs \| + 1 min 56 s \| \| 9e \| João Almeida \| Portugal \| Portugal espoirs \| + 2 min 07 s \| \| 10e \| Iván Sosa \| Colombie \| Colombie espoirs \| + 2 min 16 s \| |                       |            |                    |                  |
| |                       |            |                    |                  |
| Source : ProCyclingStats |                       |            |                    |                  |
| Classement général |                       |            |                    |                  |
| Coureur | Coureur               | Pays       | Équipe             | Temps            |
| 1er | Tadej Pogačar         | Slovénie   | Slovénie espoirs   | 23 h 34 min 34 s |
| 2e | Michel Ries           | Luxembourg | Luxembourg espoirs | + 1 min 07 s     |
| 3e | Thymen Arensman       | Pays-Bas   | Pays-Bas espoirs   | + 1 min 17 s     |
| 4e | Fernando Barceló      | Espagne    | Espagne espoirs    | + 1 min 23 s     |
| 5e | Gino Mäder            | Suisse     | Suisse espoirs     | + 1 min 35 s     |
| 6e | Aleksandr Vlasov      | Russie     | Russie espoirs     | + 1 min 36 s     |
| 7e | Jonas Gregaard Wilsly | Danemark   | Danemark espoirs   | + 1 min 45 s     |
| 8e | Clément Champoussin   | France     | France espoirs     | + 1 min 56 s     |
| 9e | João Almeida          | Portugal   | Portugal espoirs   | + 2 min 07 s     |
| 10e | Iván Sosa             | Colombie   | Colombie espoirs   | + 2 min 16 s     |

### 10eétape
| \| Classement de l'étape \| Classement de l'étape \| Classement de l'étape \| Classement de l'étape \| Classement de l'étape \| \| Coureur \| Coureur \| Pays \| Équipe \| Temps \| \| --------------------- \| --------------------- \| --------------------- \| --------------------- \| --------------------- \| \| 1er \| Gino Mäder \| Suisse \| Suisse espoirs \| 2 h 54 min 19 s \| \| 2e \| Eddie Dunbar \| Irlande \| Irlande espoirs \| + 0 s \| \| 3e \| Clément Champoussin \| France \| France espoirs \| + 0 s \| \| 4e \| Aleksandr Vlasov \| Russie \| Russie espoirs \| + 0 s \| \| 5e \| Iván Sosa \| Colombie \| Colombie espoirs \| + 0 s \| \| 6e \| Tadej Pogačar \| Slovénie \| Slovénie espoirs \| + 0 s \| \| 7e \| João Almeida \| Portugal \| Portugal espoirs \| + 8 s \| \| 8e \| Thymen Arensman \| Pays-Bas \| Pays-Bas espoirs \| + 11 s \| \| 9e \| Alejandro Osorio \| Colombie \| Colombie espoirs \| + 45 s \| \| 10e \| Tobias Foss \| Norvège \| Norvège espoirs \| + 1 min 11 s \| |                     |          |                  |                 |
| |                     |          |                  |                 |
| Source : ProCyclingStats |                     |          |                  |                 |
| Classement de l'étape |                     |          |                  |                 |
| Coureur | Coureur             | Pays     | Équipe           | Temps           |
| 1er | Gino Mäder          | Suisse   | Suisse espoirs   | 2 h 54 min 19 s |
| 2e | Eddie Dunbar        | Irlande  | Irlande espoirs  | + 0 s           |
| 3e | Clément Champoussin | France   | France espoirs   | + 0 s           |
| 4e | Aleksandr Vlasov    | Russie   | Russie espoirs   | + 0 s           |
| 5e | Iván Sosa           | Colombie | Colombie espoirs | + 0 s           |
| 6e | Tadej Pogačar       | Slovénie | Slovénie espoirs | + 0 s           |
| 7e | João Almeida        | Portugal | Portugal espoirs | + 8 s           |
| 8e | Thymen Arensman     | Pays-Bas | Pays-Bas espoirs | + 11 s          |
| 9e | Alejandro Osorio    | Colombie | Colombie espoirs | + 45 s          |
| 10e | Tobias Foss         | Norvège  | Norvège espoirs  | + 1 min 11 s    |

## Classements finals

### Classement général
| \| Classement général \| Classement général \| Classement général \| Classement général \| Classement général \| \| Coureur \| Coureur \| Pays \| Équipe \| Temps \| \| ------------------ \| ------------------- \| ------------------ \| ------------------ \| ------------------ \| \| 1er \| Tadej Pogačar \| Slovénie \| Slovénie espoirs \| 26 h 28 min 53 s \| \| 2e \| Thymen Arensman \| Pays-Bas \| Pays-Bas espoirs \| + 1 min 28 s \| \| 3e \| Gino Mäder \| Suisse \| Suisse espoirs \| + 1 min 35 s \| \| 4e \| Aleksandr Vlasov \| Russie \| Russie espoirs \| + 1 min 36 s \| \| 5e \| Clément Champoussin \| France \| France espoirs \| + 1 min 56 s \| \| 6e \| Iván Sosa \| Colombie \| Colombie espoirs \| + 2 min 16 s \| \| 7e \| João Almeida \| Portugal \| Portugal espoirs \| + 2 min 35 s \| \| 8e \| Eddie Dunbar \| Irlande \| Irlande espoirs \| + 2 min 47 s \| \| 9e \| Tobias Foss \| Norvège \| Norvège espoirs \| + 3 min 28 s \| \| 10e \| Michel Ries \| Luxembourg \| Luxembourg espoirs \| + 4 min 25 s \| |                     |            |                    |                  |
| |                     |            |                    |                  |
| Source : ProCyclingStats |                     |            |                    |                  |
| Classement général |                     |            |                    |                  |
| Coureur | Coureur             | Pays       | Équipe             | Temps            |
| 1er | Tadej Pogačar       | Slovénie   | Slovénie espoirs   | 26 h 28 min 53 s |
| 2e | Thymen Arensman     | Pays-Bas   | Pays-Bas espoirs   | + 1 min 28 s     |
| 3e | Gino Mäder          | Suisse     | Suisse espoirs     | + 1 min 35 s     |
| 4e | Aleksandr Vlasov    | Russie     | Russie espoirs     | + 1 min 36 s     |
| 5e | Clément Champoussin | France     | France espoirs     | + 1 min 56 s     |
| 6e | Iván Sosa           | Colombie   | Colombie espoirs   | + 2 min 16 s     |
| 7e | João Almeida        | Portugal   | Portugal espoirs   | + 2 min 35 s     |
| 8e | Eddie Dunbar        | Irlande    | Irlande espoirs    | + 2 min 47 s     |
| 9e | Tobias Foss         | Norvège    | Norvège espoirs    | + 3 min 28 s     |
| 10e | Michel Ries         | Luxembourg | Luxembourg espoirs | + 4 min 25 s     |

| Classement par points | Classement par points | Classement par points | Classement par points | Classement par points |
| Coureur               | Coureur               | Pays                  | Équipe                | Points                |
| --------------------- | --------------------- | --------------------- | --------------------- | --------------------- |
| 1er                   | Damien Touzé          | France                | France espoirs        | 88 pts                |
| 2e                    | Max Kanter            | Allemagne             | Allemagne espoirs     | 82 pts                |
| 3e                    | Rui Oliveira          | Portugal              | Portugal espoirs      | 76 pts                |
| 4e                    | Robert Stannard       | Australie             | Australie espoirs     | DQ                    |
| 5e                    | Mark Downey           | Irlande               | Irlande espoirs       | 53 pts                |
| 6e                    | Simon Guglielmi       | France                | France espoirs        | 51 pts                |
| 7e                    | Gerben Thijssen       | Belgique              | Belgique espoirs      | 41 pts                |
| 8e                    | Alberto Dainese       | Italie                | Italie espoirs        | 40 pts                |
| 9e                    | Magnus Bak Klaris     | Danemark              | Danemark espoirs      | 38 pts                |
| 10e                   | Tadej Pogačar         | Slovénie              | Slovénie espoirs      | 32 pts                |

| Classement par points | Classement par points | Classement par points | Classement par points | Classement par points |
| Coureur               | Coureur               | Pays                  | Équipe                | Points                |
| --------------------- | --------------------- | --------------------- | --------------------- | --------------------- |
| 1er                   | Damien Touzé          | France                | France espoirs        | 88 pts                |
| 2e                    | Max Kanter            | Allemagne             | Allemagne espoirs     | 82 pts                |
| 3e                    | Rui Oliveira          | Portugal              | Portugal espoirs      | 76 pts                |
| 4e                    | Robert Stannard       | Australie             | Australie espoirs     | DQ                    |
| 5e                    | Mark Downey           | Irlande               | Irlande espoirs       | 53 pts                |
| 6e                    | Simon Guglielmi       | France                | France espoirs        | 51 pts                |
| 7e                    | Gerben Thijssen       | Belgique              | Belgique espoirs      | 41 pts                |
| 8e                    | Alberto Dainese       | Italie                | Italie espoirs        | 40 pts                |
| 9e                    | Magnus Bak Klaris     | Danemark              | Danemark espoirs      | 38 pts                |
| 10e                   | Tadej Pogačar         | Slovénie              | Slovénie espoirs      | 32 pts                |

| Classement de la montagne | Classement de la montagne | Classement de la montagne | Classement de la montagne | Classement de la montagne |
| Coureur                   | Coureur                   | Pays                      | Équipe                    | Points                    |
| ------------------------- | ------------------------- | ------------------------- | ------------------------- | ------------------------- |
| 1er                       | Alejandro Osorio          | Colombie                  | Colombie espoirs          | 72 pts                    |
| 2e                        | Tadej Pogačar             | Slovénie                  | Slovénie espoirs          | 70 pts                    |
| 3e                        | Iván Sosa                 | Colombie                  | Colombie espoirs          | 69 pts                    |
| 4e                        | Gino Mäder                | Suisse                    | Suisse espoirs            | 51 pts                    |
| 5e                        | Clément Champoussin       | France                    | France espoirs            | 47 pts                    |
| 6e                        | Aleksandr Vlasov          | Russie                    | Russie espoirs            | 43 pts                    |
| 7e                        | Eddie Dunbar              | Irlande                   | Irlande espoirs           | 38 pts                    |
| 8e                        | Fernando Barceló          | Espagne                   | Espagne espoirs           | 35 pts                    |
| 9e                        | Brandon McNulty           | États-Unis                | États-Unis espoirs        | 29 pts                    |
| 10e                       | Cristian Muñoz            | Colombie                  | Colombie espoirs          | 28 pts                    |

| Classement de la montagne | Classement de la montagne | Classement de la montagne | Classement de la montagne | Classement de la montagne |
| Coureur                   | Coureur                   | Pays                      | Équipe                    | Points                    |
| ------------------------- | ------------------------- | ------------------------- | ------------------------- | ------------------------- |
| 1er                       | Alejandro Osorio          | Colombie                  | Colombie espoirs          | 72 pts                    |
| 2e                        | Tadej Pogačar             | Slovénie                  | Slovénie espoirs          | 70 pts                    |
| 3e                        | Iván Sosa                 | Colombie                  | Colombie espoirs          | 69 pts                    |
| 4e                        | Gino Mäder                | Suisse                    | Suisse espoirs            | 51 pts                    |
| 5e                        | Clément Champoussin       | France                    | France espoirs            | 47 pts                    |
| 6e                        | Aleksandr Vlasov          | Russie                    | Russie espoirs            | 43 pts                    |
| 7e                        | Eddie Dunbar              | Irlande                   | Irlande espoirs           | 38 pts                    |
| 8e                        | Fernando Barceló          | Espagne                   | Espagne espoirs           | 35 pts                    |
| 9e                        | Brandon McNulty           | États-Unis                | États-Unis espoirs        | 29 pts                    |
| 10e                       | Cristian Muñoz            | Colombie                  | Colombie espoirs          | 28 pts                    |

### Classement par équipes
| Classement par équipes | Classement par équipes     | Classement par équipes | Classement par équipes |
| Équipe                 | Équipe                     | Pays                   | Temps                  |
| ---------------------- | -------------------------- | ---------------------- | ---------------------- |
| 1re                    | Colombie espoirs           | Colombie               | 78 h 55 min 41 s       |
| 2e                     | Suisse espoirs             | Suisse                 | + 8 min 12 s           |
| 3e                     | Norvège espoirs            | Norvège                | + 20 min 20 s          |
| 4e                     | Italie espoirs             | Italie                 | + 21 min 26 s          |
| 5e                     | Centre mondial du cyclisme | Suisse                 | + 21 min 53 s          |
| 6e                     | France espoirs             | France                 | + 28 min 30 s          |
| 7e                     | Pays-Bas espoirs           | Pays-Bas               | + 30 min 27 s          |
| 8e                     | Danemark espoirs           | Danemark               | + 32 min 15 s          |
| 9e                     | Russie espoirs             | Russie                 | + 32 min 53 s          |
| 10e                    | Autriche espoirs           | Autriche               | + 35 min 43 s          |

## Évolution des classements
| Étape              | Vainqueur          | Classement général | Classement par points | Classement de la montagne | Classement par équipes | Prix de la combativité |
| ------------------ | ------------------ | ------------------ | --------------------- | ------------------------- | ---------------------- | ---------------------- |
| 1                  | Max Kanter         | Max Kanter         | Max Kanter            | Ide Schelling             | Portugal               | Thomas Denis           |
| 2                  | Alan Riou          | Alan Riou          | Max Kanter            | Ide Schelling             | France                 | Magnus Bak Klaris      |
| 3                  | Damien Touzé       | Alan Riou          | Max Kanter            | Ide Schelling             | France                 | Edoardo Affini         |
| 4                  | Danemark espoirs   | Håkon Aalrust      | Max Kanter            | Ide Schelling             | Danemark               | Non-décerné            |
| 5                  | Matthew Gibson     | Alan Riou          | Damien Touzé          | Ide Schelling             | Danemark               | Žiga Horvat            |
| 6                  | Alessandro Covi    | Alan Riou          | Damien Touzé          | Ide Schelling             | Danemark               | Magnus Bak Klaris      |
| 7                  | Iván Sosa          | Tadej Pogačar      | Damien Touzé          | Ide Schelling             | Italie                 | Brandon McNulty        |
| 8                  | Gino Mäder         | Tadej Pogačar      | Damien Touzé          | Iván Sosa                 | Colombie               | Robert Stannard        |
| 9                  | Fernando Barceló   | Tadej Pogačar      | Damien Touzé          | Alejandro Osorio          | Italie                 | Fernando Barceló       |
| 10                 | Gino Mäder         | Tadej Pogačar      | Damien Touzé          | Alejandro Osorio          | Colombie               | Alejandro Osorio       |
| Classements finals | Classements finals | Tadej Pogačar      | Damien Touzé          | Alejandro Osorio          | Colombie               |                        |